# Amitav Ghosh

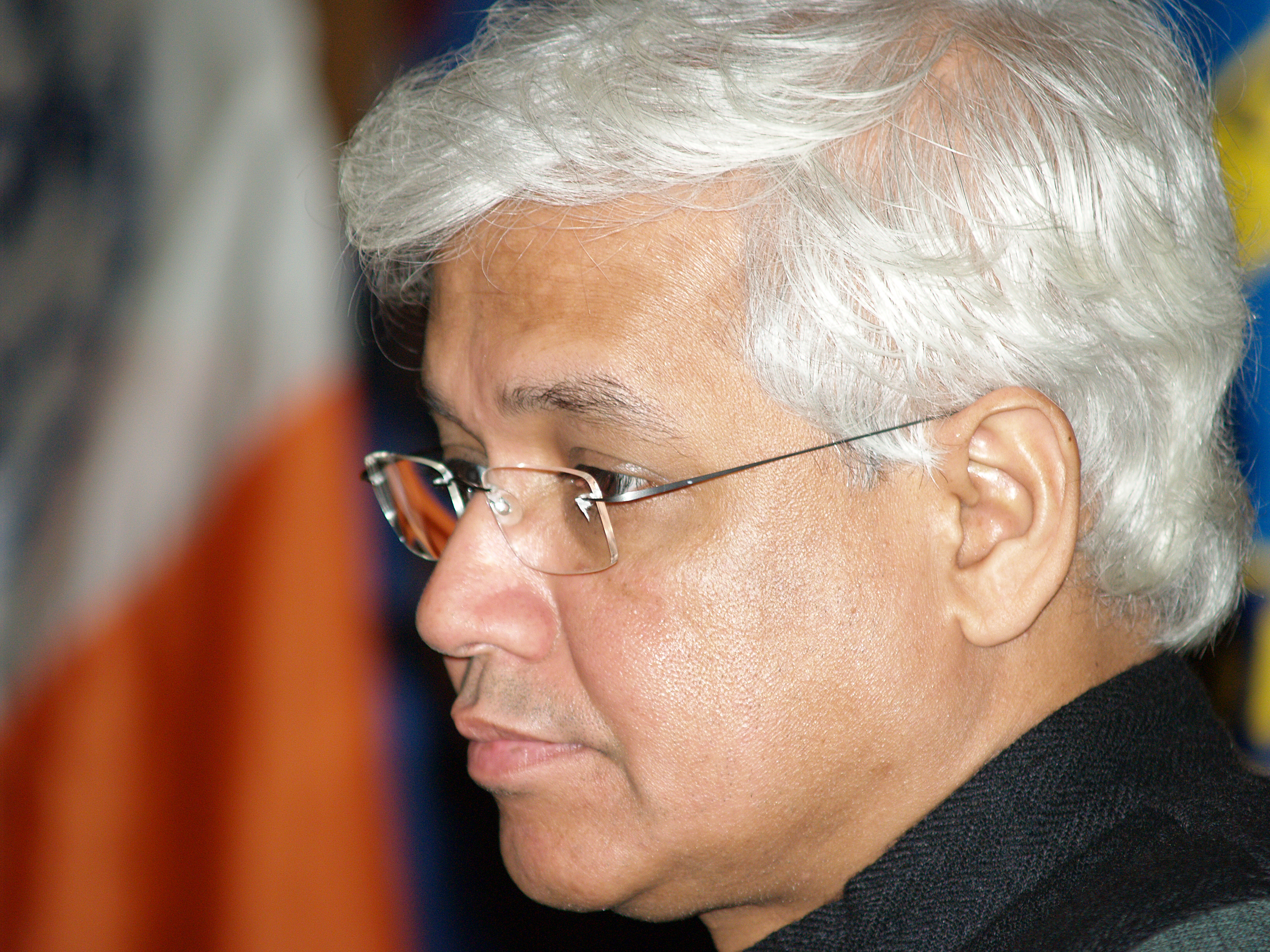
Amitav Ghosh (2007)

Amitav Ghosh (bengalisch: অমিতাভ ঘোষ, Amitābh Ghoṣ; * 11. Juli 1956 in Kalkutta, dem heutigen Kolkata, Westbengalen) ist ein indischer Schriftsteller, der auf Englisch schreibt.

## Leben
Ghosh verbrachte seine Kindheit in Bangladesch, Sri Lanka und Nordindien. Er studierte in Delhi Geschichte und war in der Regierungszeit Indira Gandhis oppositionell tätig. An der St Edmund Hall der Universität Oxford promovierte er als Sozialanthropologe und lehrte danach selbst an einer Universität in Delhi. Ghosh lebt in New York. Er schreibt auf Englisch sowohl Romane als auch Essays. Darin beschäftigt er sich hauptsächlich mit seiner Heimat, dem indischen Subkontinent, den er häufig bereist. Bekannt wurde er vor allem durch seinen im kolonialen Birma angesiedelten Roman The Glass Palace (Der Glaspalast). Für diesen literarischen Text erforschte er mehrere Jahre die Lebensumstände und Geschichte Indiens und Birmas.

## Werk
Ghosh befasst sich in seinem Werk häufig mit der Klimakrise. In seinem Buch Gun Island wird der Protagonist an mehreren Schauplätzen mit deren Folgen und der damit verbundenen Migration konfrontiert. Er fordert von der westlichen Literatur eine stärkere Berücksichtigung des Klimawandels. Er argumentiert, dass die westliche Literatur mit der Ausnahme von Science Fiction um den Klimawandel einen Bogen mache und erklärt dies mit der westlichen Literaturgeschichte: Das Unwahrscheinliche, Unvorhersehbare, Magische und Monströse der Natur sei im 19. Jahrhundert zugunsten des bürgerlichen Erzählens aus den Romanen verbannt worden und die Natur der Wissenschaft zugeschlagen worden.

„Die Klimaereignisse unserer Ära sind Destillationen der gesamten Menschheitsgeschichte. In ihnen kommt die Gänze unseres Seins seit Anbeginn unseres Daseins zum Ausdruck.“

## Ehrungen (Auswahl)
- 1997: Arthur C. Clarke Award für The Calcutta Chromosome
- 2007: Ehrung mit dem Orden Padma Shri
- 2018: Jnanpith Award
- 2024: Erasmuspreis
- 2024: Mitglied der American Academy of Arts and Sciences

## Werke (Auswahl)
Essays
- Zeiten des Glücks im Unglück. Indische Augenblicke. Karl-Blessing-Verlag, München 2006, ISBN 3-89667-314-9.
- Die große Verblendung. Der Klimawandel als das Undenkbare. Blessing, München 2017, ISBN 3-89667-584-2.[3][4]

Romane
- Bengalisches Feuer oder Die Macht der Vernunft. (The Circle of Reason, 1986), deutsch von Dirk van Gunsteren, Rowohlt, Reinbek 1989, ISBN 3-498-02448-5.
- Das Calcutta Chromosom. Roman. (The Calcutta Chromosome) Goldmann, München 1999, ISBN 3-442-72489-9.
- Der Glaspalast. (The Glass Palace) Blessing, München 2006, ISBN 3-89667-303-3.
- Hunger der Gezeiten. (The hungry tide) Goldmann, München 2004, ISBN 3-442-73497-5.
- In einem alten Land. (In an antique land) Goldmann, München 2003, ISBN 3-442-72997-1.
- Schattenlinien. (The shadow lines) Goldmann, München 2003, ISBN 3-442-72998-X.
- Ibis-Trilogie
  - Das mohnrote Meer. (Sea of Poppies) Heyne, München 2009, ISBN 978-3-453-40597-4.
  - Der rauchblaue Fluss. (River of Smoke) Blessing, München 2012, ISBN 978-3-89667-360-2.
  - Die Flut des Feuers. (Flood of Fire) Blessing, München 2016, ISBN 3-89667-361-0.

Sachbücher
- Der Fluch der Muskatnuss. (The Nutmeg's Curse: Parables for a Planet in Crisis, 2021), deutsch von Sigrid Ruschmeier, Matthes & Seitz Verlag, Berlin 2022, ISBN 3-7518-2001-9.
- Rauch und Asche.  (Smoke and Ashes: Opium's Hidden Histories, 2023) , deutsch von Heide Lutosch, Matthes & Seitz Verlag, Berlin 2025, ISBN 978-3-7518-2056-1.

## Nachweise
1. ↑  Max Böhnel: Ghosh: Westliche Literatur macht einen Bogen um Klimawandel. In: Deutschlandfunk, 15. September 2019, abgerufen am 27. September 2019.
2. ↑  Amitav Ghosh: Die große Verblendung. Der Klimawandel als das Undenkbare. 1. Auflage. Blessing Verlag, München 2017, ISBN 978-3-89667-584-2, S. 256 (eingeschränkte Vorschau in der Google-Buchsuche).
3. ↑  Georg Ehring: Klimawandel: Die fehlende Auseinandersetzung. In der Wissen. ist der Klimawandel schon lange umfassend erforscht, in der Literatur wird er dagegen nur selten thematisiert. Warum das so ist, damit hat sich der indische Autor Amitav Ghosh beschäftigt. Deutschlandfunk.de, 6. November 2017, abgerufen am 16. November 2017.
4. ↑  Johannes Kaiser: Sehenden Auges in die Klimakatastrophe. – Deutschlandfunk am 15. November 2017

| Personendaten    | Personendaten            |
| ---------------- | ------------------------ |
| NAME             | Ghosh, Amitav            |
| KURZBESCHREIBUNG | indischer Schriftsteller |
| GEBURTSDATUM     | 11. Juli 1956            |
| GEBURTSORT       | Kolkata, Indien          |